# Спасението на Фатме
„Спасението на Фатме“ (на немски: Die Errettung Fatmes) е разказ-приказка на писателя Вилхелм Хауф, включена в сборника „Керванът“, публикуван през 1826 година.

## Сюжет
Внимание:  Текстът по-долу разкрива сюжета на произведението (или части от него)!
Фатме и Мустафа са родни брат и сестра и са много привързани един към друг. По време на празнуването на шестнадесет годишнината на Фатме, Мустафа организира разходка с лодка, която завършва трагично. Лодката е нападната от пирати, които отвличат Фатме и нейната приятелка Зорайде, невестата на Мустафа. В пристъп на гняв старият баща на Зорайде проклина Мустафа, като му казва да не пристъпва прага на къщата, докато не открие и върне отвлечените момичета.
Мустафа тръгва към Балсора, голям пазар за роби, надявайки се там да намери Фатме и Зорайде. Но по пътя той е нападнат от разбойници, които го завеждат в лагера си. Там едно отвратително дребно старче на име Хасан заплашва Мустафа, наричайки го неизвестно защо „Паша на Зюлиейка“. Но скоро пристига истинския главатар, страховития разбойник Орбасан, който нарежда да убият нещастния Мустафа. Младият мъж разбира, че погрешно го вземат за пашата и че той не може да убеди крадците в обратното. Въпреки това, за щастие на Мустафа, други крадци довели истинския паша, ужасно приличащ на него. Смразяващият Орбасан разбирайки грешката, проявява великодушие: той не само освобождава Мустафа и му дава пари, но също така обещава да му помогне при първа възможност.
Пристигайки в Балсора, Мустафа разбира, че е твърде късно. Фатме и Зорайде наистина са докарали на пазара на роби, и ги е купил за харема си много богатият и знатен старец Тиули-Кос. Решавайки да влезе в къщата на Тиули-Кос, Мустафа решавя да се престори на „Пашата на Зюлиейка“. Гостоприемният Тиули-Кос топло посрещна „пашата“, но през нощта се случва нещо неочакваното. В спалнята на Мустафа идва джуджето Хасан! Мошеникът избягал от Орбасан, станал е слуга на Тиули-Кос и сега е решил да изнудва Мустафа. Мустафа се опитва да убие джуджето, но той започва силно да вика за помощ, и Мустафа трябва да избяга.
Така първият опит да спаси момичетата пропада. Но Мустафа не се отказва. Той купува лекарство, от което човек изпада във вцепенение, приличащо на смърт, и решава да проникне в двореца на Тиули-Кос преоблечен като лекар. Скоро на портите на двореца почуква известния „лекар Хикиминкабудибаба“ с буйна брада (разбира се, фалшива). Тиули-Кос щастливо приема предложението на лекаря да прегледа робите от харема, но категорично отказва да покаже момичета. През специална дупка в стената робините протягат ръката си, и „Хикиминкабудибаба“ по пулса трябва да оцени състоянието на тяхното здраве. Когато през дупката се протяга ръката на Фатима, „лекарят“ тревожно казва, че робинята е много болна. Мустафа успява да предаде на момичето бележка, в която ѝ предлага да изпие лекарство, от което ще изпадне във вцепенение. След това всичко се развива по плана на Мустафа: Фатима изпива лекарството на „Хикиминкабудибаба“ и „умира“. Обезумелият с ярост Тиули-Кос нарежда да намерят лекаря, но Мустафа навреме избягва, хвърляйки дрехите си и фалшивата брада в морето, имитирайки самоубийството „Хикиминкабудибаба“.
През нощта, няколко дни по-късно, Мустафа отива на гробищата и отворя криптата, където е погребана Фатме. Но какво е неговото разочарование, когато вижда, че в криптата е напълно различно момиче! Момъкът я съживява, а след това „Фатме“ му разказва, че попадайки в харема на робите на Тиули-Кос дават нови имена. Сестрата и невестата на Мустафа сега се наричат Мирза и Нурмахал. Виждайки колко е опечален Мустафа, „Фатме“ му подсказва как да влезе в двореца незабелязано – чрез водопровода, който води до фонтана. Осъзнавайки, че сам не може да го направи, Мустафа решава да потърси помощта на Орбасан.
Срещайки се с главатаря на разбойниците, Мустафа му разказва за опитите си, и моли за помощ. Вземайки със себе си най-силните и хитри разбойници, Орбасан и Мустафа проникват във водопровода, и минавайки през него, се оказват в двореца. Там те неочаквано попадат на джуджето Хасан, но този път той не успява да вдигне тревога. Орбасан лично обесва предателя направо в градината на двореца. В една от стаите радостният Мустафа открива Фатме и Зорайде, и скоро и тримата се връщат в родния град на Мустафа. Старият баща е невероятно щастлив от тяхното завръщане ...
| „ | — С това отменям – заговорил той с тържествен глас – надвисналото над теб проклятие. Приеми тази девойка като награда, която ти си извоюва с неуморното си усърдие. Приеми и моята бащина благословия и нека в града ни никога да не свършват мъжете, равни на теб по братска обич, ум и упоритост! | “ |